# Standard Organizacyjny Opieki Okołoporodowej
Standard Organizacyjny Opieki Okołoporodowej – dokument ustanowiony rozporządzeniem Ministra Zdrowia z dnia 16 sierpnia 2018 r. określający normy postępowania personelu medycznego (położnych, lekarzy) podczas opieki nad kobietą w czasie ciąży fizjologicznej, fizjologicznego porodu i połogu oraz nad noworodkiem. Ma na celu zapewnienie jednakowego schematu postępowania dla wszystkich podmiotów wykonujących działalność leczniczą udzielających świadczeń zdrowotnych w zakresie opieki okołoporodowej w Polsce. Zapewnia możliwie najlepszą opiekę nad zdrowiem matki i dziecka, jednocześnie ograniczając do minimum interwencje medyczne takie jak indukcja porodu, stymulacja czynności skurczowej, amniotomia, podawanie opioidów, nacięcie krocza, cięcie cesarskie, dokarmianie noworodka mlekiem modyfikowanym i inne. Z jednej strony wyznaczając personelowi medycznemu wzór działania oparty na praktykach o udowodnionej skuteczności, daje też pacjentom możliwość sprawdzenia i porównania czy opieka i zastosowane wobec nich działania były zgodne z wytycznymi.